# Lactobacillales

Lactobacillales é uma ordem de bactérias que compõem as bactérias do ácido láctico. Eles são amplamente distribuídos na natureza, e são encontrados no solo, água, plantas e animais. Eles são amplamente utilizados na produção de alimentos fermentados, incluindo os produtos lácteos, como iogurte, queijo, manteiga, manteiga de kefir, e koumiss. LAB também são responsáveis pelo processo de fermentação maloláctica na produção de vinho, e a fermentação do repolho salgado para o chucrute.